# Tabula Lougeiorum
La Tabula Lougeiorum és una suposada tabula patronatus de bronze, escrita en llatí amb un text ben conservat, que es descobrí l'any 1983, de manera casual, per un químic gallec durant una excursió per la serra d'O Caurel. Després de la troballa, aquest veí de la Corunya no sols no va informar del descobriment, sinó que intentà vendre la peça, i l'arribà fins i tot a oferir al Museu Britànic. Aquesta institució es posà en contacte i alertà les autoritats competents. Després d'un procés judicial, la peça es va dipositar al Museu Arqueològic i Històric de la Corunya, on és a hores d'ara.

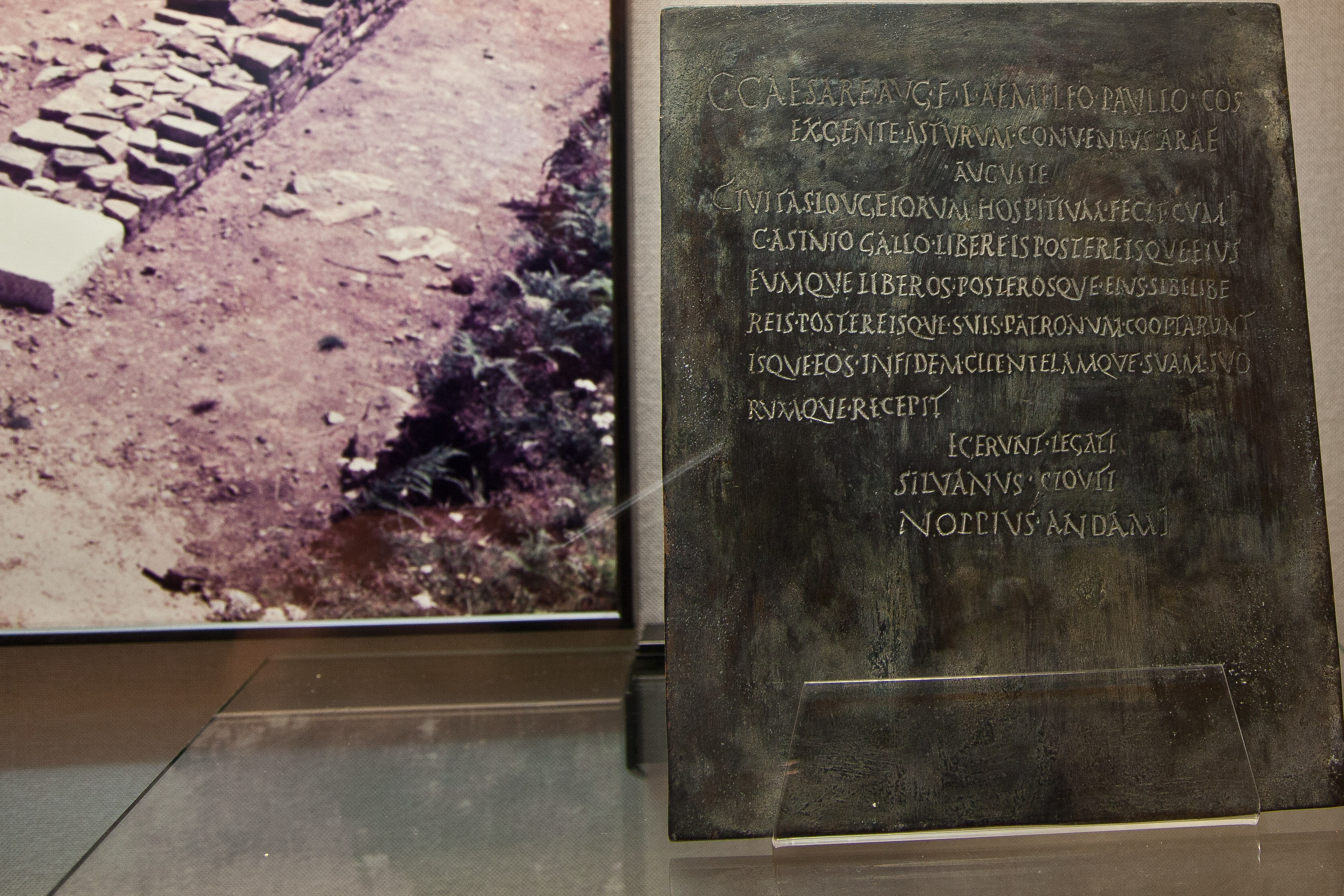
Tabula Lougeiorum

## Inscripció i traducció
El text de la taula és aquest:
C(aio) CAESARE AVG(usto) f(ilio) L(ucio) AEMILIO PAVLLO CO(n)S(ulibus)
/ ExGENT ASTVRVM CONVENTVS ARAE
/ AVGVST(a)I
/ CIVITAS LOVGEIORVM HOSPITIVM FECIT CVM
/ C(aio) ASINIO GALL LIBEREIS POSTEREISQVE EIVS
/ EVMQVE LIBEROS POSTEROSQVE EIVS SIBI LIBE
/ REIS POSTEREISQVE SVIS PATRONVM COOPTARVNT
/ ISQVE EOS IN FIDEM CLIENTELAMQVE SVAM SVO
/ RVMQVE RECEPIT
/ EGERVNT LEGATI
/ SILVANVS CLOVTI
/ NOBBIVS ANDAMI
"Sent cònsols Gai Cèsar, fill d'August, i Luci Emili Paulus, el poble dels Lougeios, pertanyent al convent d'Ara Augusta, a la regió dels àsturs, va fer pacte d'hospitalitat amb Gai Ansi Gal, amb els seus fills i descendents. Els seus habitants el cooptaren a ell, als seus fills i descendents com a patrons per als seus propis fills i descendents. I aquest els va rebre en el cercle d'amistat i clientela seu i dels seus. Van donar fe els llegats Silvà, fill de Clout, i Napi, fill d'Andam.

## Contingut
Gràcies al contingut epigràfic i fent servir la datació consular, es pot datar amb absoluta precisió en l'1 de tenint en compte que aquest va ser l'any del consolat de Gai Agripa i Luci Emili Paulus. A més, es pot observar en la inscripció que els habitants de la "Civitas Lougeiorum" signen un pacte d'hospitalitat amb un membre de l'aristocràcia romana, i el reconeixen a ell, als seus fills i descendents com a patró. A més, prova l'existència d'un convent a la zona dels àsturs anomenat “Arae Augustae”, totalment desconegut fins llavors, lloc que apareix ací esmentat per primera i única vegada.
Així, observem que els convents jurídics ja existien des de l'època d'August, i es descarta qualsevol hipòtesi que els situe en dates posteriors.

## Debat
Les estranyes circumstàncies de la seua aparició, junt amb alguns elements interns i externs de la peça, han creat moltes hipòtesis, així com un debat sobre la seua autenticitat.